# 신화와 관련 있는 소행성 목록

## 그리스
- 2 팔라스
- 5 아스트라이아 (아스트라이아, 정의의 여신)
- 6 헤베 (헤베, 영원한 청춘의 상징)
- 7 이리스 (이리스, 무지개의 화신, 신들의 사자)
- 9 메티스 (메티스, 제우스의 첫째 아내, 지혜의 여신)
- 10 히기에이아(히기에이아, 건강·안전의 여신)
- 11 파르테노페 (세이렌의 하나)
- 14 이레네(에이레네, 호라이 중 한 명, 계절·자연을 주관)
- 15 에우노미아(에우노미아, 호라이 중 한 명, 계절·자연을 주관)
- 16 프시케(프시케, 에로스의 연인)
- 17 테티스(테티스, 네레우스의 딸 중 한 명, 아킬레우스의 어머니, 펠레우스의 아내)
- 18 멜포메네(멜포메네, 뮤즈 중 한 명, 비극·리라 연주 주관)
- 243 이다 (이다, 님프)
- 433 에로스 (에로스, 사랑의 신)
- 136199 에리스(에리스, 분쟁의 여신)

## 로마
- 1 세레스(케레스, 농업과 곡물의 여신)
- 3 유노 (유노, 주피터의 아내, 결혼 생활의 수호 여신)
- 4 베스타(베스타, 화로[부엌]의 여신)
- 8 플로라 (플로라, 꽃·봄·번영의 여신, 식물의 개화를 주관)
- 12 빅토리아(빅토리아, 승리의 여신) 또는 빅토리아 여왕
- 13 에게리아(에게리아, 물의 님프 또는 여신, 임산부의 수호신)
- 16 프시케(프시케, 큐피드의 연인)
- 19 포르투나(포르투나, 운명의 여신·신탁의 여신)
- 134340 플루토 (명왕성)(플루토,저승의 신)

## 켈트
- 4179 토타티스(갈리아의 전쟁신)

## 일본
- 9106 야타가라스(일본 신화에 등장하는 세 발 달린 까마귀)
- 10209 이자나기(일본 신화에 등장하는 신)
- 10227 이자나미(일본 신화에 등장하는 신)
- 10412 쓰쿠요미(일본 신화에 등장하는 신)
- 10385 아마테라스(일본 신화에 등장하는 신)
- 10604 스사노오(일본 신화에 등장하는 신)
- 10613 쿠시나다히메(일본 신화에 등장하는 신)
- 10619 니니기(일본 신화에 등장하는 신)
- 10627 오쿠니누시(일본 신화에 등장하는 신)
- 10725 스쿠나히코나(일본 신화에 등장하는 신)
- 10768 사루타히코(일본 신화에 등장하는 신)
- 10804 아메노우즈메(일본 신화에 등장하는 신)
- 10888 야마타노오로치(일본 신화에 등장하는 머리와 꼬리가 각각 여덟개인 용)

## 이누이트
- 90377 세드나(바다의 여신)